# Гусинец (Псковская область)
Гусинец — деревня в Печорском районе Псковской области России. Входит в состав сельского поселения «Изборская волость».
Расположена в 16 км к юго-востоку от города Печоры и в 2 км к северо-западу от Изборска.

## Население
Численность населения деревни на 2000 год составляет 44 жителя, на 2011 год — 40 жителей.
| 2001 | 2002 | 2010 |
| ---- | ---- | ---- |
| 44   | ↘42  | ↘31  |